# Nosate
Nosate là một đô thị ở tỉnh Milano, vùng Lombardia của Italia, khoảng35 km về phía tây bắc của Milano. Tại thời điểm ngày 31 tháng 12 năm 2004, đô thị này có dân số 649 người và diện tích là 5,0 km².
Nosate giáp các đô thị: Lonate Pozzolo, Bellinzago Novarese, Castano Primo, Cameri.